# Marcus Tullius Tiro
Marcus Tullius Tiro var först en slav till Cicero, men blev senare befriad. Han nämns ofta i Ciceros brev. Efter Ciceros död år 43 f.Kr. publicerade han sin tidigare mästares samlade verk. Han skrev också ett betydande antal böcker och uppfann möjligen en tidig form av stenografi. 

## Biografi
Tiros födelsedatum är osäkert. Enligt Hieronymus kunde det vara 103 f.Kr., vilket skulle ha gjort honom bara lite yngre än Cicero. Dock föddes han antagligen senare, eftersom Cicero beskrev honom som en "utmärkt ung man" (adulescentem probum) år 50 f.Kr.
Till Tiros arbetsuppgifter hörde det att skriva ner vad Cicero sade och tolka Ciceros handstil. Han skötte också om Ciceros gård. Cicero nämner hur användbar Tiro är i hans arbete och studier. 
Han blev befriad år 53 f.Kr. Tiro köpte år 43 f.Kr. ett gods nära Puteoli. Enligt Hieronymus dog han där år 4 f.Kr. vid en ålder av 99.       

## Tiro i fiktion
- Robert Harris biografiska fiktionstrilogi om Cicero: Imperium (2006), Konspiration (2009, Conspirata) och Diktatorn (2015, Dictator) är skrivna ur Tiros synvinkel (Tiro är berättaren).